# Oblast de Tcheliabinsk
L’oblast de Tcheliabinsk (en russe : Челя́бинская о́бласть, Tcheliabinskaïa oblast) est un sujet fédéral (oblast) de Russie. Sa capitale est Tcheliabinsk et sa population était estimée à 3 475 727 habitants au 1er janvier 2016.
La région se trouve au sud du massif de l’Oural et dans l’ouest de la plaine de Sibérie occidentale, à la frontière kazakhe. Le climat est très continental avec des hivers froids et des étés chauds.
La forteresse de Tcheliabinsk a été édifiée en 1736. La création de la ligne de chemin de fer au XIXe siècle entraîna une forte croissance de la population de la ville.
Les principaux secteurs d’activité sont la fabrication des machines-outils et la métallurgie. La région produit également du minerai de fer, de zinc, etc.
Les principales villes sont la capitale Tcheliabinsk, Magnitogorsk, Zlatooust, Miass, Troïtsk, Oziorsk et Kopeïsk.

## Géographie

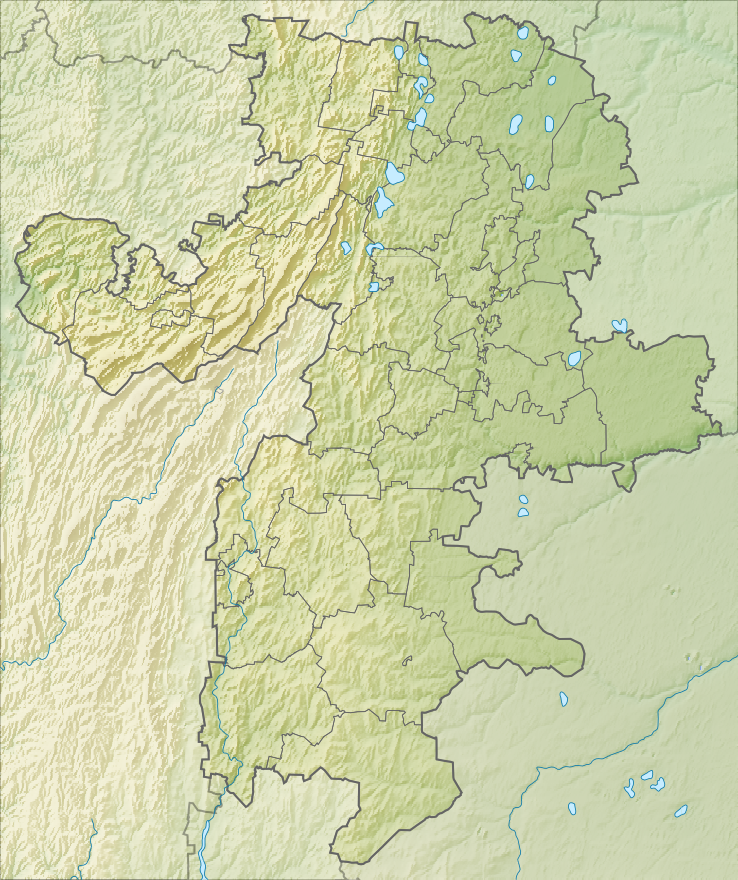
Carte topographique de l’oblast de Tcheliabinsk

### Situation
L’oblast de Tcheliabinsk s’étend sur 88 529 km2, au sud des monts Oural. Il est entouré par le Kazakhstan au sud-est, la république de Bachkirie à l’ouest, l’oblast de Sverdlovsk au nord, l’oblast d'Orenbourg au sud et l’oblast de Kourgan à l’est.
Il est situé à la limite entre l’Europe et l’Asie : Tcheliabinsk, Miass et Troïtsk sont en Asie, Zlatooust et Satka sont en Europe et Magnitogorsk, traversée par le fleuve Oural, est à cheval sur les deux continents.
La limite entre les parties européenne et asiatique de la Russie marque aussi le début de la Sibérie, même si l’oblast de Tcheliabinsk n’est pas rattaché au district fédéral sibérien.
L’oblast de Tcheliabinsk, comme toutes les régions voisines, utilise le fuseau horaire UTC+6 depuis la réforme de 2011 qui a supprimé l’heure d’été en Russie. La région a donc deux heures d’avance sur l’heure de Moscou.

### Relief

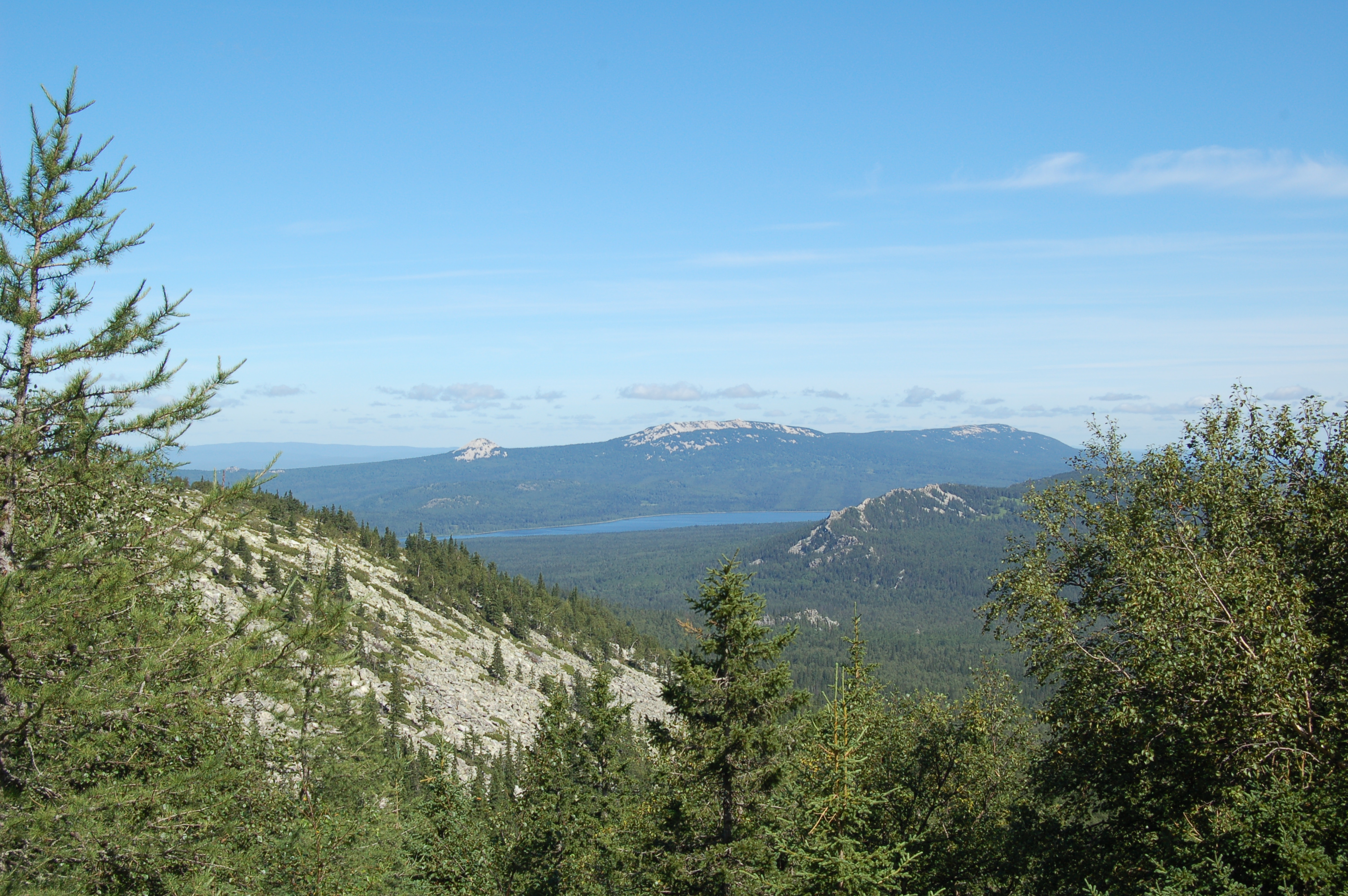
Le lac Ziouratkoul vu depuis le massif Nourgouch

Le relief de l’oblast de Tcheliabinsk est varié : le nord-ouest est occupé par les montagnes de l’Oural, le centre par les collines des contreforts de l’Oural, et plaine de Sibérie occidentale, entrecoupée de larges vallées de rivières, commence à l’est de la région. Le point culminant est la montagne Bolchoï Nourgouch (1 406,6 m), tandis que le point le plus bas est situé à 102 m d’altitude dans la vallée de l’Ouï, à la frontière avec l’oblast de Kourgan.
Les principales chaînes de montagnes de la région sont le massif Nourgouch, long de 50 km, dans lequel est située la montagne Bolchoï Nourgouch, le massif Zigalga, qui comporte sept sommets de plus de 1 200 m (son point culminant, la montagne Bolchoï Chelom, est situé en Bachkirie) et le massif Ourenga, long de 65 km et comportant dix sommets de plus de mille mètres.

### Forêts
Les forêts, principalement située dans les zones montagneuses, couvrent près de 27 % du territoire de la région.

### Hydrographie

#### Cours d’eau

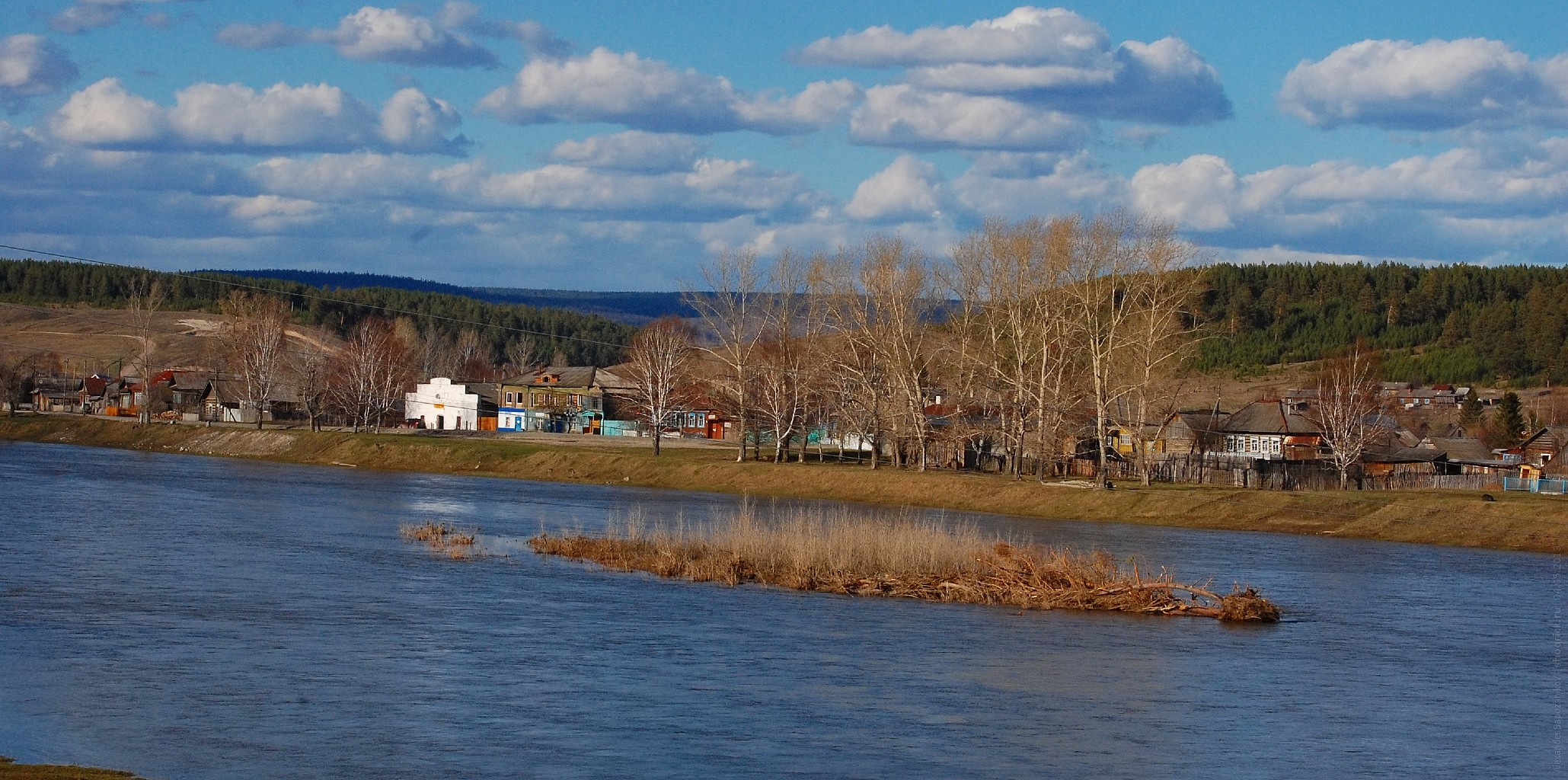
Chemakha, un village du raïon de Niazepetrovsk au bord de la rivière Oufa

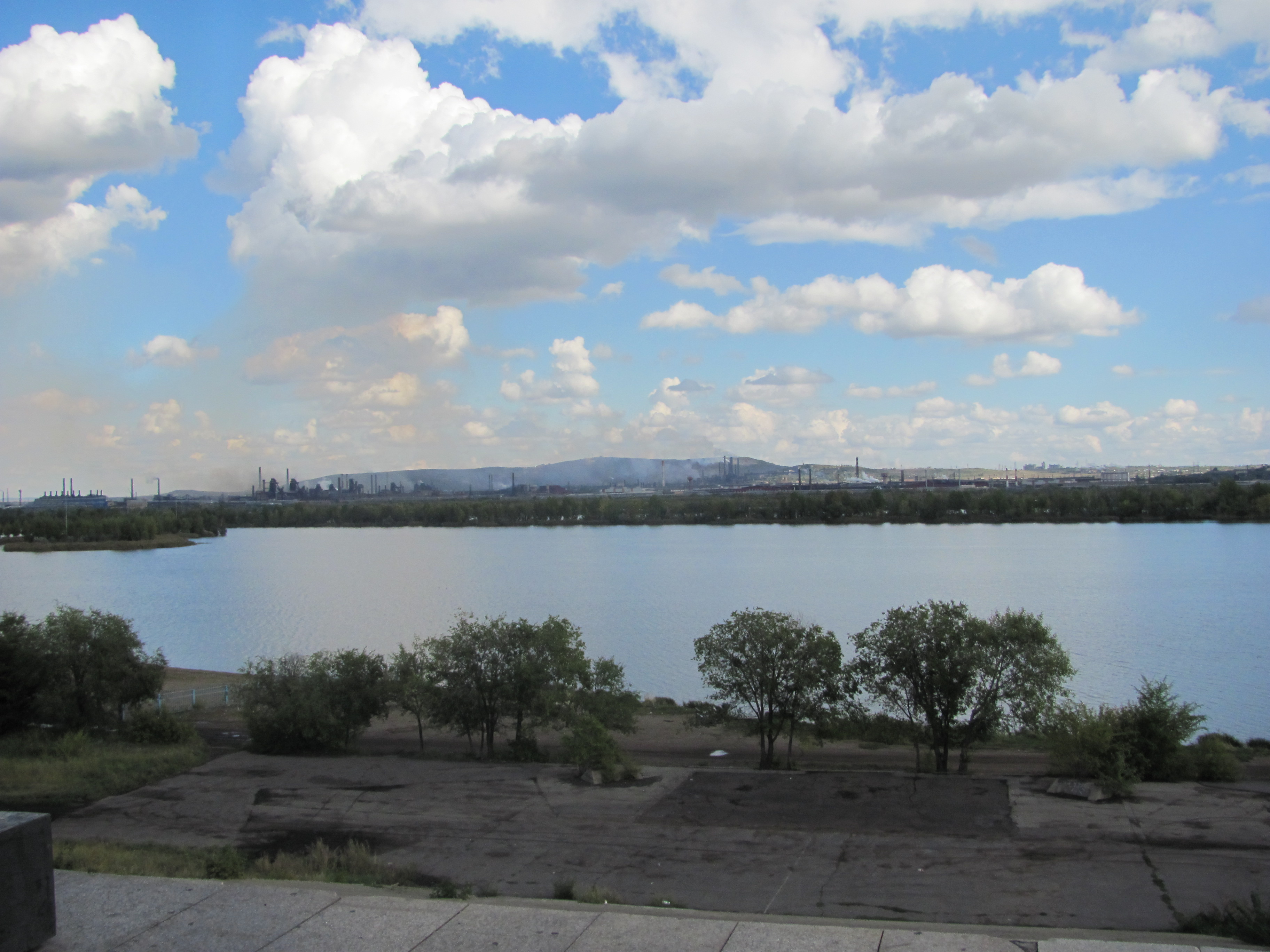
L’Oural à Magnitogorsk

La moitié est de l’oblast de Tcheliabinsk est située dans le bassin de la Tobol (appartenant au bassin de l’Ob), tandis que le nord-ouest appartient au bassin de la Kama (lui-même dans le bassin de la Volga) et le sud-ouest à celui de l’Oural.
On compte 348 cours d’eau dans l’oblast de Tcheliabinsk de plus de 10 km. 17 ont une longueur supérieure à 100 km, et seuls 7 dépassent 200 km : l’Oural, la Miass, l’Ouï, l’Oufa, l’Aï, l’Ouvelka et la Goumbeïka.
La rivière Miass est particulièrement importante. Elle prend sa source dans le massif Nourali en Bachkirie puis parcourt l’oblast de Tcheliabinsk (en traversant notamment Tcheliabinsk) avant de se jeter dans l’Isset dans l’oblast de Kourgan. 384 de ses 658 km se trouvent dans l’oblast de Tcheliabinsk. Son débit est régulé par le réservoir d'Argazi et le réservoir Cherchniovskoïe ; on estime que seulement 20 à 30 % de son eau suit le lit naturel de la rivière, le reste transitant par des canalisations.
L’Ouï et l’Oural prennent leur source dans le massif Ouraltaou, également en Bachkirie. L’Ouï traverse l’oblast vers l’est sur 370 km (pour une longueur totale de 462 km). Son principal affluent, l’Ouvelka, le rejoint à Troïtsk. L’Oural, quant à lui, traverse le sud-ouest de la région sur 357 km en arrosant Verkhneouralsk et Magnitogorsk. La Goumbeïka, l’un de ses principaux affluents gauches, coule entièrement dans l’oblast de Tcheliabinsk.
Les rivières qui coulent dans les montagnes du nord-ouest de la région (Oufa, Aï, Sim, Iouriouzan…) appartiennent tous au bassin de la Volga et sont caractérisées par des courants rapides, des fonds rocailleux, des vallées étroites et des berges escarpées.

#### Lacs

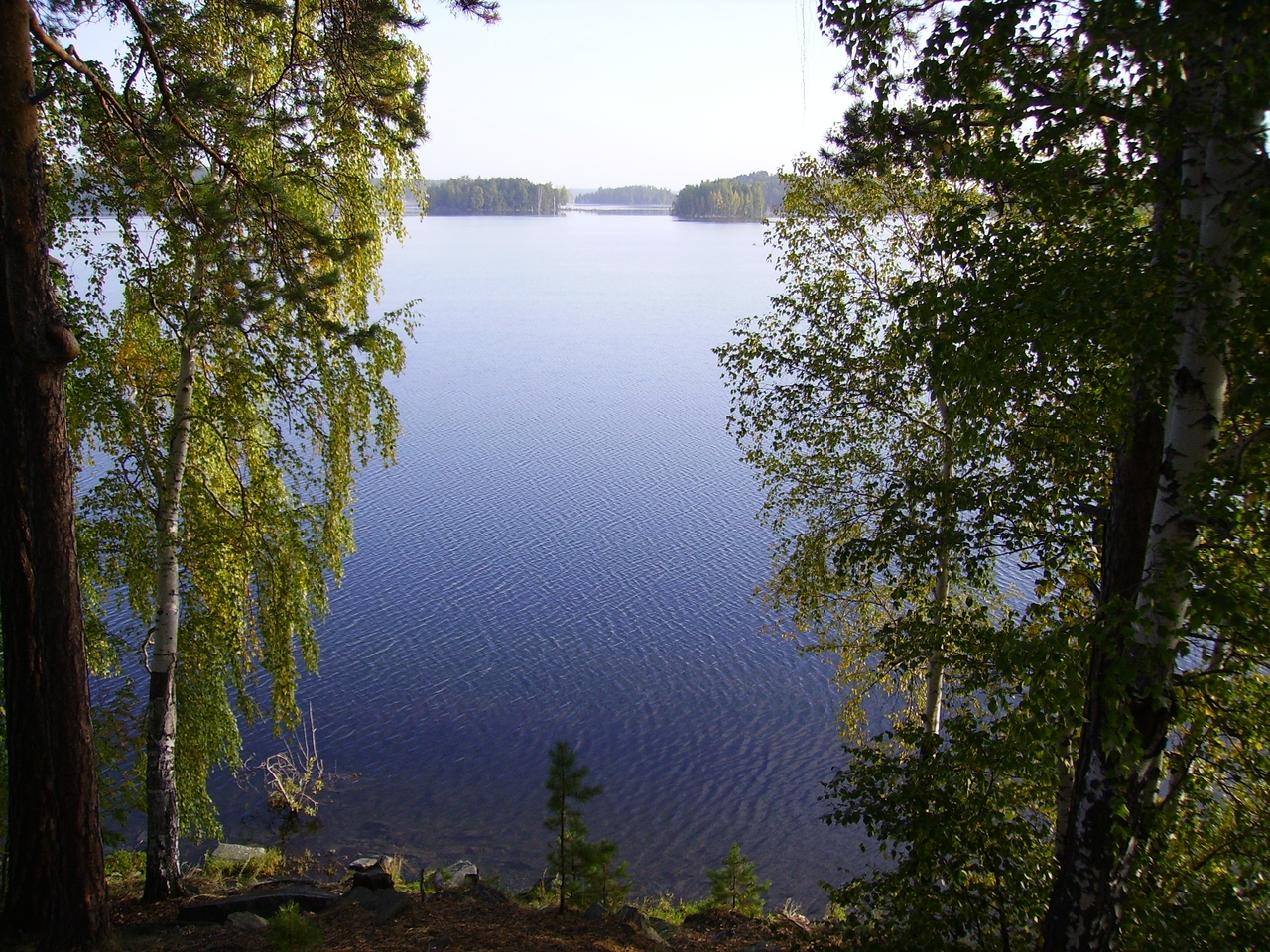
Le lac Ouvildy

L’oblast de Tcheliabinsk comporte un grand nombre de lacs (environ 3 170), mais seuls 98 dépassent 5 km2. Le plus grand est le lac Ouvildy (68 km2).
Beaucoup de ces lacs se trouvent le long des contreforts de l’Oural et forment une chaîne qui va du lac Tchebarkoul (centre-nord de la région) au lac Sinara (nord de la région) ; c’est là que l’on trouve certains des plus grands lacs de l’oblast (Ouvildy, Irtiach, Tourgoïak…). Ce sont des lacs d’origine tectonique, parmi les plus profonds de la région (jusqu’à 30 ou 40 m), constituant de grandes réserves d’eau douce.
Les lacs sont également nombreux dans les plaines à l’est de l’Oural, mais ceux-ci sont moins profonds (jusqu’à 8 ou 10 m). Ces lacs (Ouïelgui, Sougoïak, Kaldy…) se sont formés à la suite de l’activité tectonique et à l’érosion. Le sud-est de l’oblast de Tcheliabinsk comporte des lacs plus petits (2 à 3 m de profondeur, mais parfois moins d’un mètre). On trouve aussi quelques lacs salés, tels que le lac Taouzatkoul. Il y a aussi des lacs d’origine karstique, souvent peu étendus mais plus profonds (jusqu’à 10 ou 15 m).
| Lac                | Nom russe       | Superficie (km2) |
| ------------------ | --------------- | ---------------- |
| Ouvildy            | Увильды         | 68,1             |
| Irtiach            | Иртяш           | 61,8             |
| Ouïelgui           | Уелги           | 60,3             |
| Boutach            | Буташ           | 37,5             |
| Chablich           | Шаблиш          | 32               |
| Itkoul             | Иткуль          | 30,1             |
| Tourgoïak          | Тургояк         | 26,4             |
| Smolino            | Смолино         | 21,7             |
| Tchebarkoul        | Чебаркуль       | 19,8             |
| Kaldy              | Калды           | 17,9             |
| Vtoroïe            | Второе          | 15,6             |
| Bolchoï Kissegatch | Большой Кисегач | 14,9             |
| Sougoïak           | Сугояк          | 13,4             |
| Ziouratkoul        | Зюраткуль       | 13,2             |

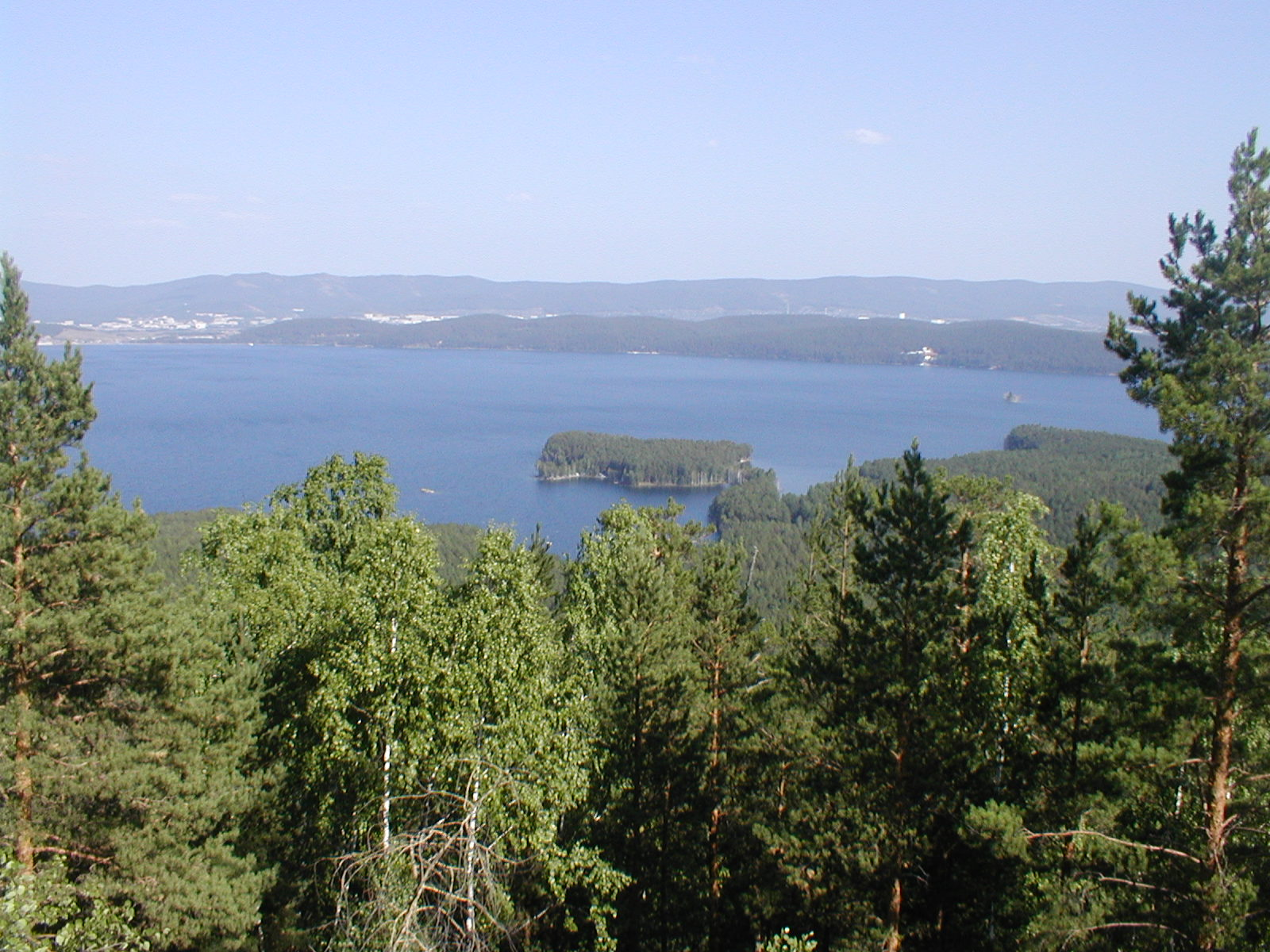
Le lac Tourgoïak

Cette liste n’inclut que les lacs d’origine naturelle. L’oblast de Tcheliabinsk compte aussi environ 110 lacs de barrage dont le principal est le réservoir d'Argazi, sur la Miass, plus étendu que le lac Ouvildy.

### Ressources naturelles

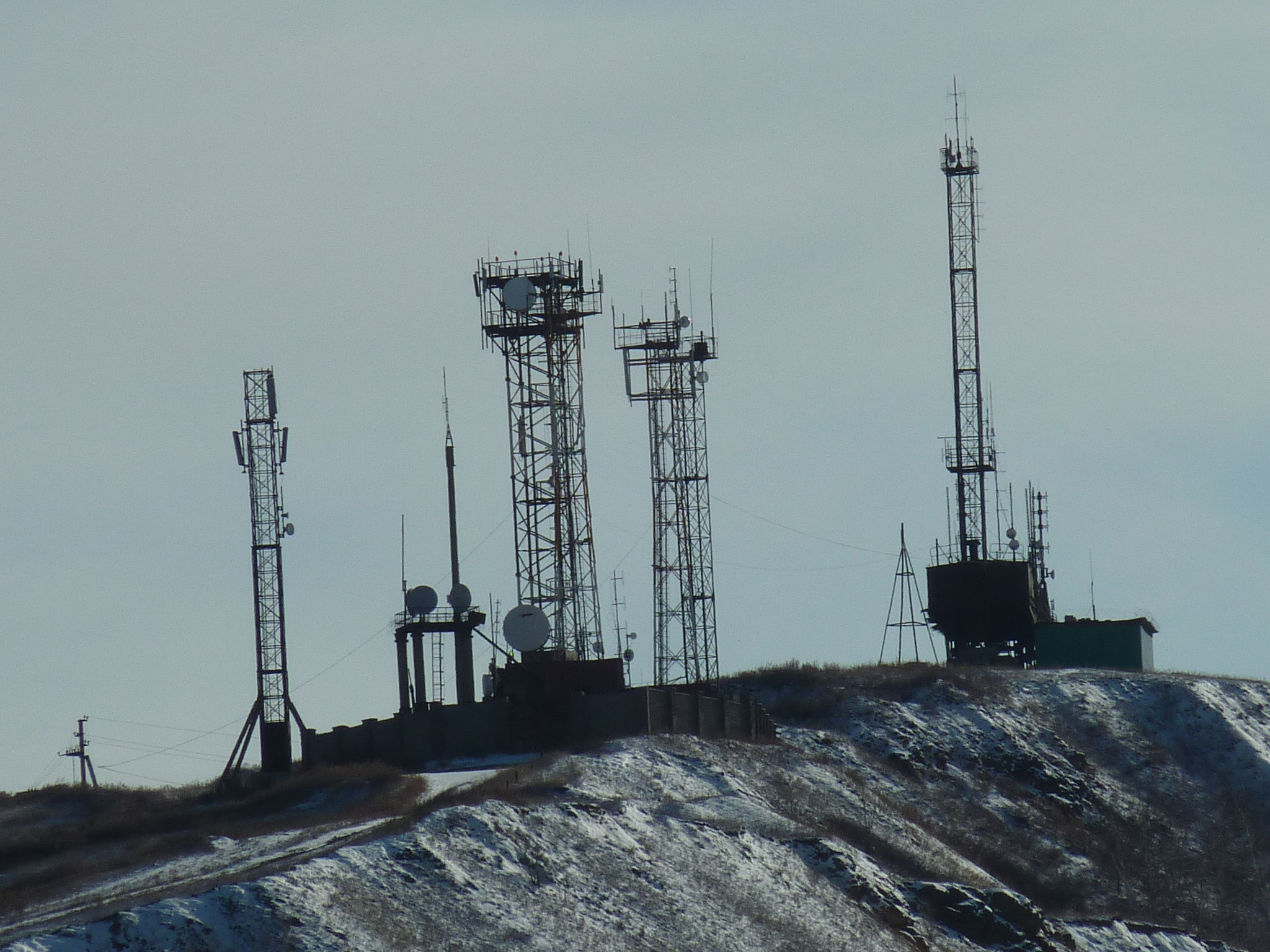
Le sommet de la montagne Magnitnaïa

L’oblast de Tcheliabinsk, en particulier ses régions montagneuses, est riche en ressources naturelles. On y trouve du fer et d’autres métaux, du charbon, des matières premières chimiques et des pierres précieuses. La région compte plus de 300 sites d’extraction,.
Il y a une vingtaine de gisements de fer dont le principal est la montagne Magnitnaïa. Son minerai contient jusqu’à 70 % de fer et sa richesse est à l’origine du développement de Magnitogorsk et de la création de son combinat métallurgique en 1929, mais il est aujourd’hui presque épuisé. Dans les environs de Bakal, on trouve des minerais contenant 48 % de fer et dont les réserves sont estimées à 600 millions de tonnes.

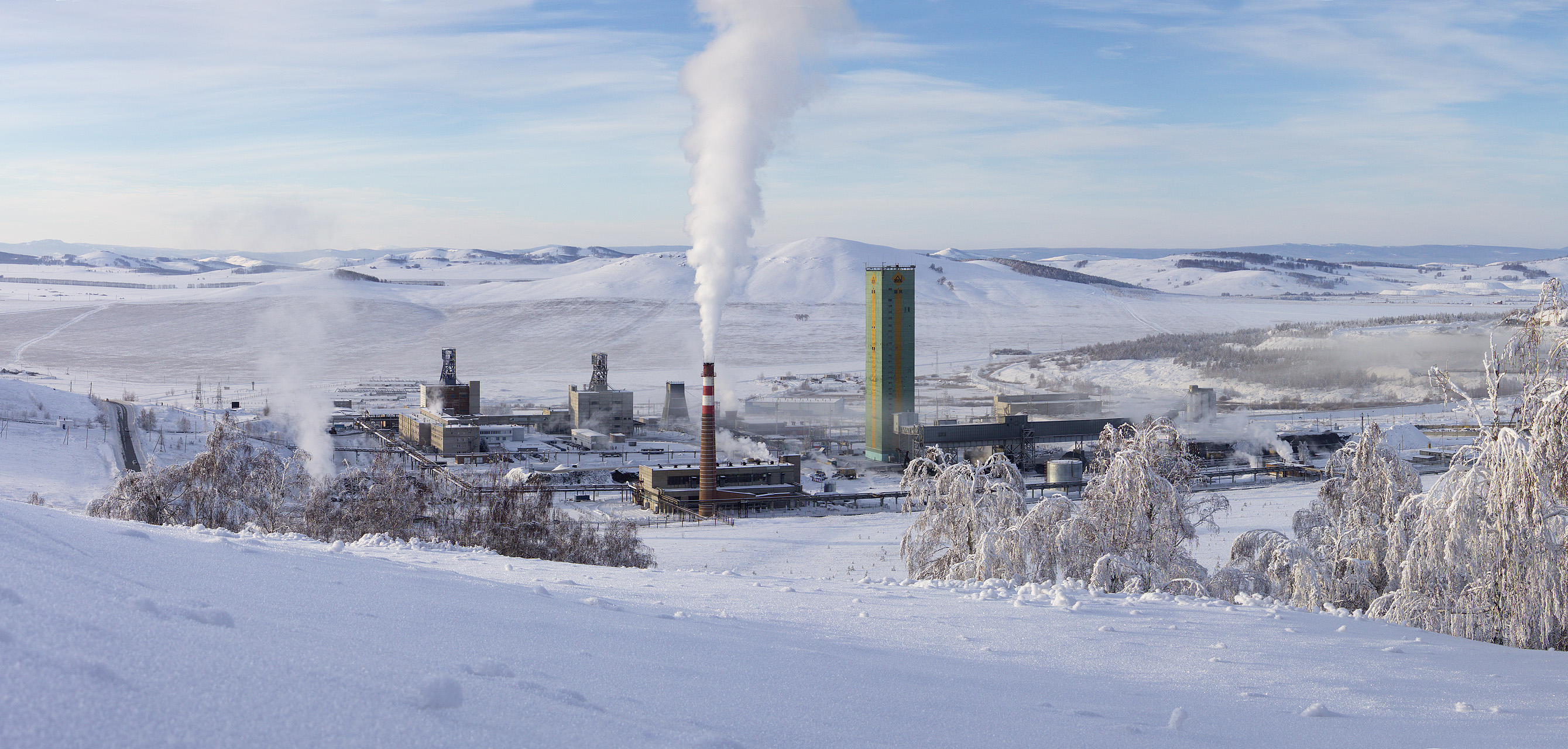
Une mine de cuivre à Mejoziorny

Parmi les autres métaux, le minerai de la région de Koussa contient du fer, du titane, du chrome et du vanadium. Des mines de cuivre sont exploitées depuis le XVIIIe siècle, et plus récemment des gisements ont été découverts dans le raïon de Verkhneouralsk, principalement dans la localité de Mejoziorny. On trouve aussi du cobalt et du nickel près de Verkhni Oufaleï, de l’aluminium dans le raïon de Satka et de l’or près de Miass (une pépite de 36 kg, la plus grosse jamais trouvée en Russie, y a été découverte en 1842).

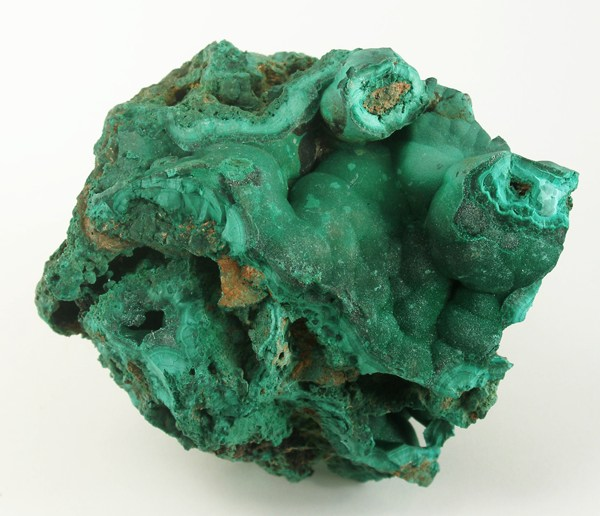
La malachite est un minéral extrait dans les montagnes de l’Oural.

L’oblast contient aussi des gisements de talc, de la phosphorite et du sel au fond de certains lacs de l’est de la région. Le plus gros gisement de magnésite de Russie est situé près de Satka. Il y a aussi des réserves de marbre estimées à dix millions de mètres cubes, de l’argile, du calcaire, du kaolin (argile utilisée dans la fabrication de porcelaine), du graphite… Le graphite, la magnésite, le talc et les dolomies extraits dans l’oblast de Tcheliabinsk représentent la majeure partie de la production russe.
Les pierres précieuses sont principalement concentrées près de Plast, dans les monts Vichniovyïe et surtout dans les monts Ilmen : on y trouve de l’amazonite, de l’améthyste, du rubis, du saphir, de l’opale, de la topaze, de la malachite, du jaspe, etc.
Enfin, la région a des réserves de charbon de 700 millions de tonnes : le bassin de lignite s’étend du nord au sud sur une longueur de 170 km. La présence de charbon dans le sud de l’Oural a été découverte en 1831 et il est exploité depuis 1907. Il est principalement utilisé par des centrales thermiques.

### Climat
Le climat de l’oblast de Tcheliabinsk est continental. Les hivers sont longs et rigoureux (la température atteint parfois −30 °C), mais les étés sont chauds (les températures supérieures à 30 °C sont courantes).
| Mois                              | jan.  | fév.  | mars | avril | mai  | juin | jui. | août | sep. | oct. | nov. | déc.  | année |
| --------------------------------- | ----- | ----- | ---- | ----- | ---- | ---- | ---- | ---- | ---- | ---- | ---- | ----- | ----- |
| Température minimale moyenne (°C) | −19   | −19   | −9,3 | −0,3  | 7,9  | 12,6 | 14,5 | 13,5 | 7,6  | 1,4  | −6,2 | −14,2 | −0,9  |
| Température moyenne (°C)          | −14,1 | −12,5 | −4,8 | 4,7   | 12,1 | 18,3 | 19,3 | 17,1 | 10,9 | 4,1  | −5,2 | −11,1 | 3,2   |
| Température maximale moyenne (°C) | −10,5 | −7,9  | 1    | 10,6  | 20,3 | 23,9 | 25,2 | 23,6 | 17,2 | 9,3  | −0,4 | −6,9  | 8,8   |
| Précipitations (mm)               | 17    | 16    | 19   | 27    | 47   | 55   | 87   | 43   | 41   | 30   | 26   | 21    | 429   |

## Urbanisme

### Voies de communication et transports

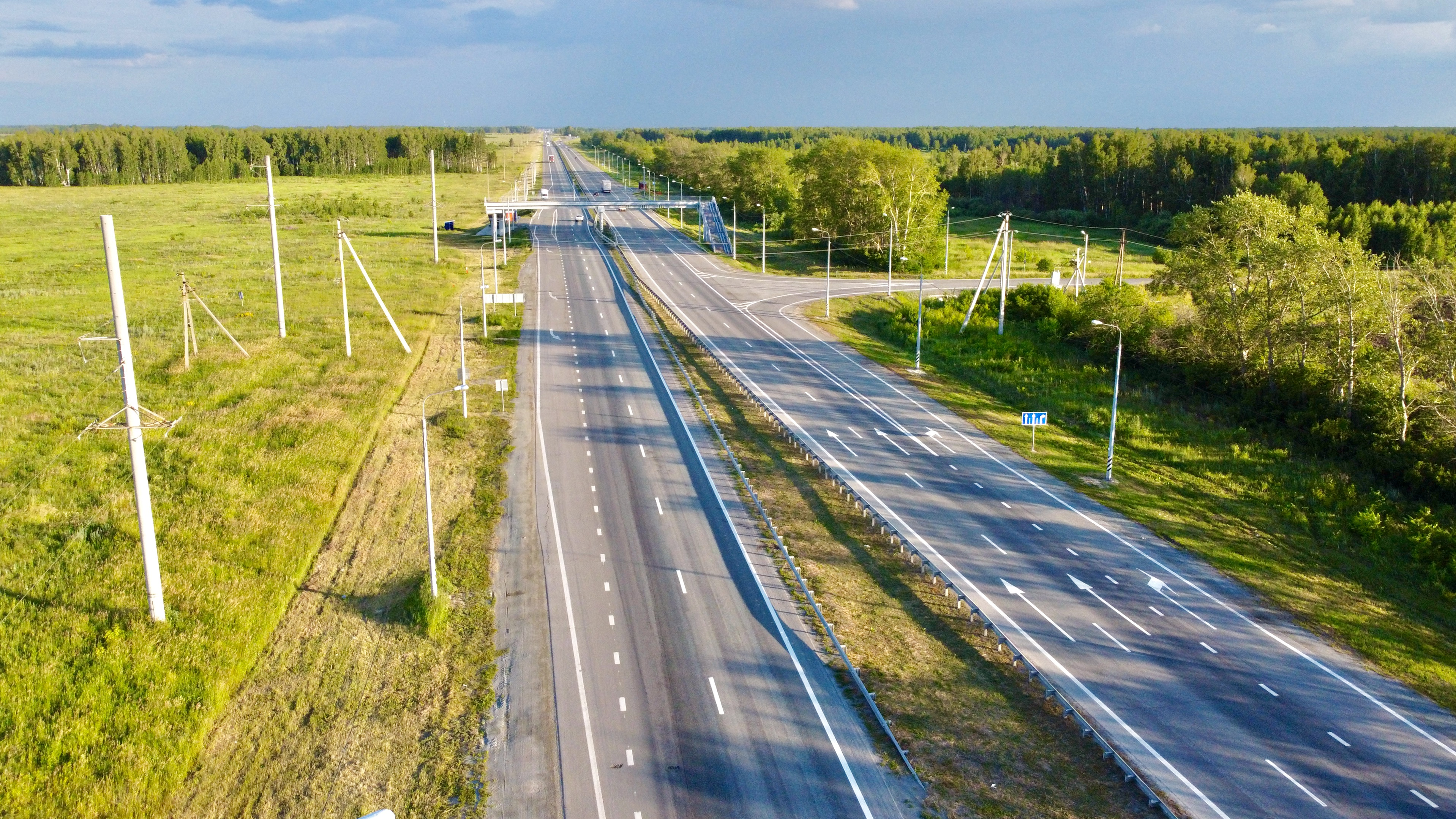
Route fédérale M5.

Fin 2022, selon Rosstat, la longueur totale des voies publiques dans l'oblast de Tcheliabinsk est de 27 380,9 km, dont 615,5 km de routes d'importance fédérales, 8 724,0 km de routes d'importance régionale et 18 041,4 km de routes d'importance locale. La longueur des routes à revêtement dur est de 21 451,3 km (78,3 % du total), tandis que la densité des voies publiques est de 242 km / 10 000 km2 dans l'oblast.
Fin 2022, selon Rosstat, l'oblast de Tcheliabinsk compte 1 795,3 km de voies ferrées, et la densité du réseau ferré est de 203 km / 10 000 km2.

### Répartition des terres
La répartion des terres selon le rapport d'État « Sur l'état et la protection de l'environnement de la fédération de Russie en 2022 » du ministère des ressources naturelles et de l'environnement russe est, selon les catégories du code foncier russe, la suivante:
| Répartition                                  | 2022 (mille ha) | 2022 (%) |
| -------------------------------------------- | --------------- | -------- |
| Terres agricoles                             | 5160.5          | 58.3     |
| Terres des localités                         | 409,9           | 4.6      |
| Terres d'industrie et autres fins spéciales  | 276,5           | 3.1      |
| Terres de territoires et des objets protégés | 64.2            | 0.7      |
| Terres du fonds forestier                    | 2 782.1         | 31.4     |
| Terres du fonds aquatique                    | 29.2            | 0,3      |
| Terres de réserve                            | 138,0           | 1.6      |
| Total                                        | 8 860,4         | 100      |

## Histoire
Les premières traces d’occupation de la région datent du paléolithique. Des peintures rupestres découvertes dans la grotte d'Ignatievka, dans l’ouest de la région, ont environ dix mille ans,.
Les premières villes sur le territoire de l’oblast actuel (à l’époque dans le gouvernement d'Orenbourg) furent Tcheliabinsk (la forteresse fondée en 1736 reçut le statut de ville en 1781), Verkhneouralsk (1781) et Troïtsk (1784). En 1919, le gouvernement de Tcheliabinsk fut créé, mais cinq ans plus tard il fut divisé en quatre districts (Tcheliabinsk, Troïtsk, Verkhneouralsk et Zlatooust) intégrés à l’oblast d’Ouralsk. Celui-ci fut dissous et l’oblast de Tcheliabinsk fut créé en 1934. Ses frontières actuelles sont presque inchangées depuis 1943 : entre 1938 et 1943, 7 raïons furent transférés à l’oblast de Sverdlovsk, et en 1943, 32 raïons ont été détachés pour former l’oblast de Kourgan.

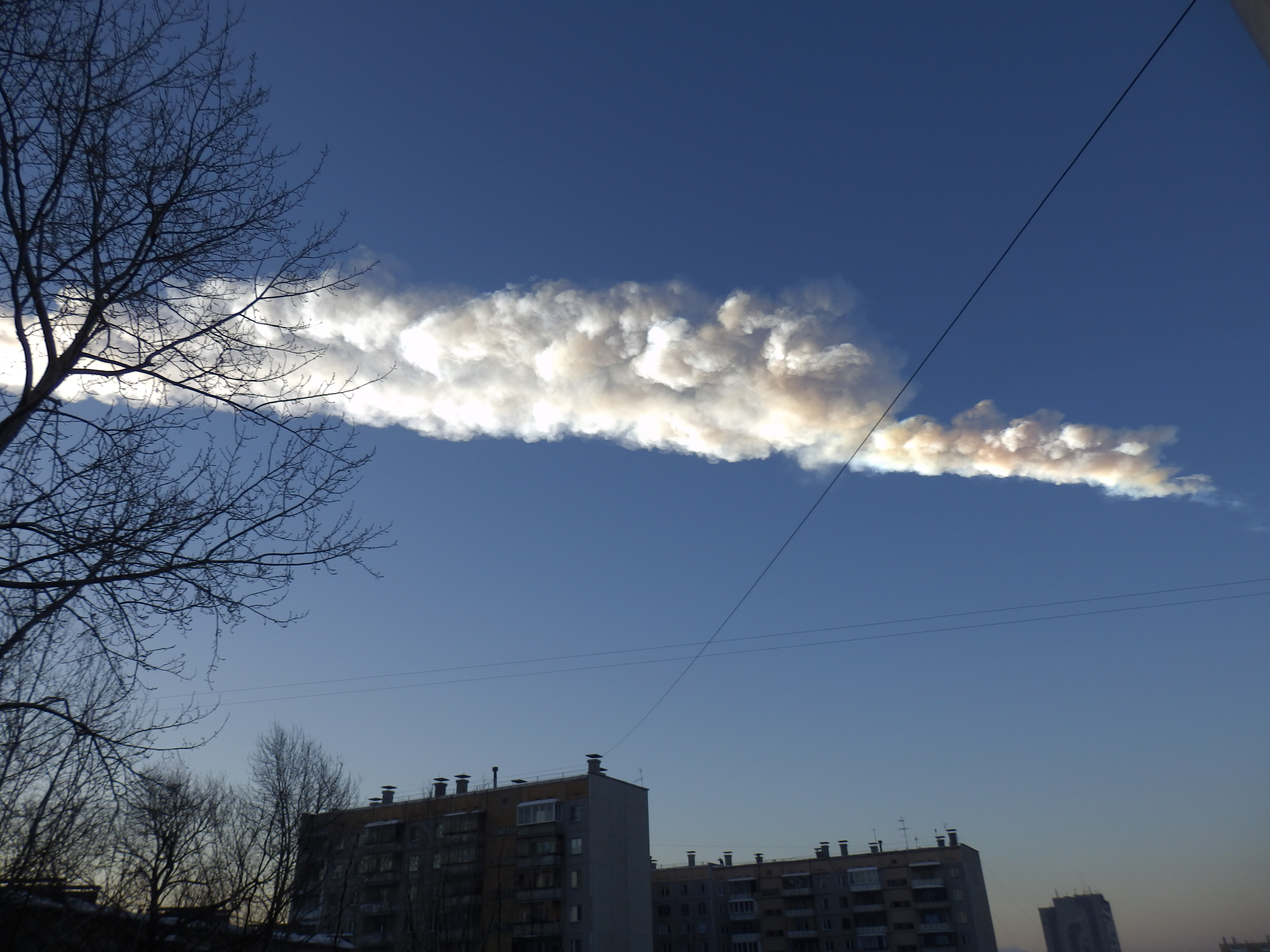
La traînée du météore de Tcheliabinsk

Le 29 septembre 1957, une catastrophe nucléaire eut lieu au complexe nucléaire Maïak près d’Oziorsk, dans le nord de la région. Un réservoir de déchets radioactifs a explosé, contaminant une zone de plus de 800 km2. Il s’agit du troisième plus grave accident nucléaire, après celui de Tchernobyl et celui de Fukushima.
Le 15 février 2013, un météore d'une masse estimée à 10 000 tonnes s’est désintégré au-dessus de l’oblast de Tcheliabinsk, à environ 23 km d’altitude,. L’onde de choc a provoqué des dégâts matériels à Tcheliabinsk et dans d’autres villes : de nombreuses fenêtres ont été brisées et le toit d’une usine de zinc s’est effondré[réf. souhaitée]. 1 613 personnes ont été blessées, principalement par des éclats de verre. Il s’agit de la plus grosse chute de météorite enregistrée depuis l’événement de la Toungouska et de la seule connue à avoir causé autant de blessés.

## Population et société

### Démographie

Densité de population dans l’oblast de Tcheliabinsk

La population de l’oblast de Tcheliabinsk était estimée à 3 485 272 habitants au 1er janvier 2013, ce qui représente une densité de population de 39,4 hab./km2. 82,22 % de la population habite en ville, ce qui en fait une région très urbanisée. Malgré une augmentation constante de la population entre 2010 et 2016, la région connaît une baisse assez brutale en 2019 en passant à 3 475 727 habitants. On peut émettre l'hypothèse que l'accident nucléaire qui s'est produit en septembre 2017, dans la région pourrait expliquer cette baisse.
| 2002      | 2005      | 2010      | 2013      | 2016      |
| --------- | --------- | --------- | --------- | --------- |
| 3 603 339 | 3 551 424 | 3 476 217 | 3 485 272 | 3 500 716 |

| 2019      | 2021 | - | - | - |
| --------- | ---- | - | - | - |
| 3 475 727 | -    | - | - | - |

Au recensement de 2010, on avait 45,7 % d’hommes et 54,3 % de femmes.
| Hommes  | Classe d’âge | Femmes  |
| ------- | ------------ | ------- |
| 5 420   | 85+          | 24 333  |
| 17 285  | 80–84        | 53 624  |
| 25 257  | 75–79        | 60 725  |
| 54 469  | 70–74        | 108 705 |
| 35 719  | 65–69        | 60 768  |
| 81 137  | 60–64        | 116 909 |
| 110 231 | 55–59        | 146 485 |
| 123 253 | 50–54        | 150 096 |
| 114 824 | 45–49        | 130 746 |
| 103 432 | 40–44        | 111 555 |
| 118 867 | 35–39        | 127 383 |
| 130 887 | 30–34        | 136 716 |
| 145 879 | 25–29        | 147 273 |
| 147 051 | 20–24        | 148 984 |
| 101 597 | 15–19        | 100 381 |
| 81 233  | 10–14        | 77 354  |
| 89 035  | 5–9          | 85 281  |
| 104 374 | 0–4          | 98 905  |

| Année | Fécondité | Fécondité urbaine | Fécondité rurale |
| ----- | --------- | ----------------- | ---------------- |
| 1990  | 1,89      | 1,74              | 2,80             |
| 1991  | 1,71      | 1,56              | 2,58             |
| 1992  | 1,52      | 1,38              | 2,26             |
| 1993  | 1,30      | 1,18              | 1,92             |
| 1994  | 1,32      | 1,21              | 1,87             |
| 1995  | 1,29      | 1,20              | 1,75             |
| 1996  | 1,23      | 1,15              | 1,67             |
| 1997  | 1,20      | 1,13              | 1,58             |
| 1998  | 1,24      | 1,16              | 1,68             |
| 1999  | 1,16      | 1,08              | 1,59             |
| 2000  | 1,19      | 1,11              | 1,63             |
| 2001  | 1,23      | 1,16              | 1,62             |
| 2002  | 1,31      | 1,24              | 1,74             |
| 2003  | 1,33      | 1,25              | 1,75             |
| 2004  | 1,34      | 1,27              | 1,75             |
| 2005  | 1,30      | 1,23              | 1,65             |
| 2006  | 1,34      | 1,25              | 1,76             |
| 2007  | 1,46      | 1,35              | 2,00             |
| 2008  | 1,58      | 1,46              | 2,22             |
| 2009  | 1,61      | 1,49              | 2,22             |
| 2010  | 1,65      | 1,54              | 2,26             |
| 2011  | 1,70      | 1,57              | 2,38             |
| 2012  | 1,81      | 1,67              | 2,61             |
| 2013  | 1,80      | 1,65              | 2,70             |
| 2014  | 1,86      | 1,70              | 2,78             |
| 2015  | 1,84      | 1,75              | 2,40             |
| 2016  | 1,81      | 1,72              | 2,34             |
| 2017  | 1,61      | 1,52              | 2,12             |
| 2018  | 1,57      | 1,47              | 2,10             |
| 2019  | 1,48      | 1,40              | 1,93             |

### Ethnies
Ethnies des habitants de l’oblast de Tcheliabinsk (2010)
- Russes (83,8 %)
- Tatars (5,4 %)
- Bachkirs (4,8 %)
- Ukrainiens (1,5 %)
- Kazakhs (1 %)
- Allemands (0,6 %)
- Autres (2,9 %)

Selon le recensement de 2010, l’appartenance ethnique des habitants de l’oblast de Tcheliabinsk est répartie comme suit.
| Ethnie        | Nombre    | Pourcentage |
| ------------- | --------- | ----------- |
| Russes        | 2 829 899 | 83,8 %      |
| Tatars        | 180 913   | 5,4 %       |
| Bachkirs      | 162 513   | 4,8 %       |
| Ukrainiens    | 50 081    | 1,5 %       |
| Kazakhs       | 35 297    | 1,0 %       |
| Allemands     | 18 687    | 0,6 %       |
| Biélorusses   | 13 035    | 0,4 %       |
| Mordves       | 12 147    | 0,4 %       |
| Arméniens     | 9 311     | 0,3 %       |
| Nağaybäk (en) | 7 679     | 0,2 %       |
| Tadjiks       | 7 375     | 0,2 %       |
| Azéris        | 7 213     | 0,2 %       |
| Tchouvaches   | 6 819     | 0,2 %       |
| Ouzbeks       | 6 446     | 0,2 %       |
| Tsiganes      | 4 266     | 0,1 %       |
| Juifs         | 3 358     | 0,1 %       |
| Maris         | 2 826     | 0,1 %       |
| Oudmourtes    | 2 421     | 0,1 %       |
| Moldaves      | 1 618     | < 0,1 %     |
| Géorgiens     | 1 417     | < 0,1 %     |
| Kirghiz       | 1 410     | < 0,1 %     |
| Polonais      | 1 185     | < 0,1 %     |
| Autres        | 11 157    | 0,3 %       |
| Non précisé   | 99 144    | —           |

### Religions
Selon un sondage de 2012, 45 % de la population de l’oblast de Tcheliabinsk est chrétienne (Église orthodoxe de Russie : 31 %, autres Églises orthodoxes : 5 %, autres branches du christianisme : 9%), 7 % est musulmane (principalement sunnite), et les autres religions (néopaganisme slave, judaïsme, hindouisme…) représentent environ 1,5 % de la population. D’autre part, 14 % ont déclaré ne pas croire en Dieu et 29 % disent croire en Dieu ou une puissance supérieure mais sans se réclamer d’une religion en particulier.

### Langues
Selon le recensement de 2010, les langues les plus parlées dans l’oblast de Tcheliabinsk sont le russe (parlé par 3 399 061 personnes, soit 99,9 % de ceux qui ont indiqué quelles langues ils parlent), le bachkir (98 096, soit 2,9 %), le tatar (81 486, soit 2,4 %), l’allemand (44 413, soit 1,3 %), le kazakh (17 484, soit 0,5 %), l’ukrainien (16 989), le mordve (3 924) et le biélorusse (2 906).

### Villes
| \| 100 km1:3 389 000 Population > 1 000 000 hab. Population > 300 000 hab. Population > 100 000 hab. Population > 30 000 hab. Population > 10 000 hab. \| Tcheliabinsk Magnitogorsk Zlatooust Miass Kopeïsk Oziorsk Troïtsk Snejinsk Satka Tchebarkoul Kychtym Ioujnoouralsk Korkino Triokhgorny Acha Iemanjelinsk Verkhni Oufaleï Kartaly Oust-Katav Bakal Koussa Plast Katav-Ivanovsk Kasli Sim Roza Krasnogorski Karabach Iouriouzan Niazepetrovsk Pervomaïski |
| 100 km1:3 389 000 Population > 1 000 000 hab. Population > 300 000 hab. Population > 100 000 hab. Population > 30 000 hab. Population > 10 000 hab. |

| 100 km1:3 389 000 Population > 1 000 000 hab. Population > 300 000 hab. Population > 100 000 hab. Population > 30 000 hab. Population > 10 000 hab. |

L’oblast de Tcheliabinsk comporte 30 villes (dont 15 font partie de districts urbains) et 13 communes urbaines. Trois des villes (Oziorsk, Snejinsk, Triokhgorny) sont des villes fermées.
| Ville           | Nom russe      | Population |
| --------------- | -------------- | ---------- |
| Tcheliabinsk    | Челябинск      | 1 156 201  |
| Magnitogorsk    | Магнитогорск   | 411 880    |
| Zlatooust       | Златоуст       | 172 318    |
| Miass           | Миасс          | 150 665    |
| Kopeïsk         | Копейск        | 139 875    |
| Oziorsk         | Озёрск         | 81 023     |
| Troïtsk         | Троицк         | 77 737     |
| Snejinsk        | Снежинск       | 49 116     |
| Satka           | Сатка          | 43 934     |
| Tchebarkoul     | Чебаркуль      | 41 539     |
| Kychtym         | Кыштым         | 38 604     |
| Ioujnoouralsk   | Южноуральск    | 37 676     |
| Korkino         | Коркино        | 37 333     |
| Triokhgorny     | Трёхгорный     | 33 002     |
| Acha            | Аша            | 31 152     |
| Iemanjelinsk    | Еманжелинск    | 30 252     |
| Verkhni Oufaleï | Верхний Уфалей | 29 518     |
| Kartaly         | Карталы        | 28 763     |
| Oust-Katav      | Усть-Катав     | 23 169     |
| Bakal           | Бакал          | 20 485     |
| Koussa          | Куса           | 18 278     |
| Plast           | Пласт          | 17 209     |
| Katav-Ivanovsk  | Катав-Ивановск | 17 032     |
| Kasli           | Касли          | 16 776     |
| Sim             | Сим            | 13 969     |
| Roza            | Роза           | 13 698     |
| Krasnogorski    | Красногорский  | 13 528     |
| Iouriouzan      | Юрюзань        | 12 571     |
| Karabach        | Карабаш        | 12 255     |
| Niazepetrovsk   | Нязепетровск   | 12 153     |
| Pervomaïski     | Первомайский   | 10 880     |

## Divisions administratives
Les subdivisions actuelles de l’oblast de Tcheliabinsk ont été fixées en 2006. Il est divisé en 16 districts urbains (городской округ) et 27 raïons (муниципальный район), qui comportent 27 municipalités urbaines (городское поселение) et 243 municipalités rurales (сельское поселение),.

Les divisions administratives de l’oblast de Tcheliabinsk (les numéros correspondent au tableau ci-contre)

| No   | Subdivision                      | Superficie (km2) | Population (2013) |
| ---- | -------------------------------- | ---------------- | ----------------- |
| I    | Okroug urbain de Verkhni Oufaleï | 1 612,82         | 33 861            |
| II   | Okroug urbain de Zlatooust       | 1 864,5          | 174 527           |
| III  | Okroug urbain de Karabach        | 682              | 12 497            |
| IV   | Okroug urbain de Kopeïsk         | 355,76           | 142 020           |
| V    | Okroug urbain de Kychtym         | 763,66           | 41 362            |
| VI   | Okroug urbain de Lokomotivny     | 10,33            | 8 557             |
| VII  | Okroug urbain de Magnitogorsk    | 392,66           | 411 880           |
| VIII | Okroug urbain de Miass           | 1 756,44         | 166 231           |
| IX   | Okroug urbain d’Oziorsk          | 657,31           | 91 745            |
| X    | Okroug urbain de Snejinsk        | 299,13           | 49 480            |
| XI   | Okroug urbain de Triokhgorny     | 162,85           | 33 002            |
| XII  | Okroug urbain de Troïtsk         | 139,15           | 77 737            |
| XIII | Okroug urbain d’Oust-Katav       | 675              | 26 437            |
| XIV  | Okroug urbain de Tchebarkoul     | 77               | 41 539            |
| XV   | Okroug urbain de Tcheliabinsk    | 500,98           | 1 156 201         |
| XVI  | Okroug urbain de Ioujnoouralsk   | 110,57           | 37 827            |
| 1    | Raïon d'Agapovka                 | 2 603,4          | 34 413            |
| 2    | Raïon d'Argaïach                 | 2 683,18         | 40 892            |
| 3    | Raïon d'Acha                     | 2 792            | 62 969            |
| 4    | Raïon de Bredy                   | 5 068,22         | 27 173            |
| 5    | Raïon de Varna                   | 3 850,97         | 26 329            |
| 6    | Raïon de Verkhneouralsk          | 3 469,39         | 35 526            |
| 7    | Raïon de Iemanjelinsk            | 113,39           | 52 966            |
| 8    | Raïon de Ietkoul                 | 2 525,15         | 30 701            |
| 9    | Raïon de Kartaly                 | 4 729,94         | 48 399            |
| 10   | Raïon de Kasli                   | 2 786,37         | 33 980            |
| 11   | Raïon de Katav-Ivanovsk          | 3 277,98         | 32 115            |
| 12   | Raïon de Kizilskoïe              | 4 415,19         | 24 959            |
| 13   | Raïon de Korkino                 | 102,76           | 63 394            |
| 14   | Raïon Krasnoarmeïski             | 3 842,02         | 43 087            |
| 15   | Raïon de Kounachak               | 3 141,75         | 30 105            |
| 16   | Raïon de Koussa                  | 1 533,42         | 28 520            |
| 17   | Raïon Nagaïbakski                | 3 024            | 19 964            |
| 18   | Raïon de Niazepetrovsk           | 3 461,95         | 17 569            |
| 19   | Raïon d'Oktiabrskoïe             | 4 358,14         | 20 450            |
| 20   | Raïon de Plast                   | 1 751,76         | 25 644            |
| 21   | Raïon de Satka                   | 2 412,07         | 84 373            |
| 22   | Raïon Sosnovski                  | 2 071,36         | 63 276            |
| 23   | Raïon de Troïtsk                 | 3 958,67         | 27 400            |
| 24   | Raïon d'Ouvelski                 | 2 298,89         | 31 434            |
| 25   | Raïon d'Ouïskoïe                 | 2 633,93         | 25 119            |
| 26   | Raïon de Tchebarkoul             | 2 863,32         | 29 900            |
| 27   | Raïon de Tchesma                 | 2 716,85         | 19 712            |

## Symboles

Le drapeau de l’oblast de Tcheliabinsk

Le drapeau de l'oblast de Tcheliabinsk a été adopté en 2001. Il représente un chameau sur un fond rouge avec une bande horizontale jaune. Officiellement, le chameau, un animal endurant, représente la sagesse, la fidélité et la persévérance ; le rouge, couleur de la vie et de l’amour, représente le courage, la force, la beauté et symbolise aussi le travail des ouvriers de la région lié à la métallurgie et à l’énergie ; la bande jaune symbolise les montagnes de l’Oural.
Les armoiries de l'oblast de Tcheliabinsk représentent le même chameau sur un fond rouge.

## Personnalités liées à l'oblast de Tcheliabinsk
- Margarita Pavlova (1979-), femme politique russe.